# ジミー・シムス (小惑星)
ジミー・シムス (3407 Jimmysimms) は、小惑星帯に位置する小惑星である。ルボシュ・コホーテクがドイツのハンブルク天文台で発見した。
1980年代にスミソニアン天体物理観測所AXAF科学センターのシステムアドミニストレーターを勤め、小惑星センターの計算業務を支援したジェームズ・A・C・シムス三世に因んで、ブライアン・マースデンとコンラッド・バードウェルの提案により命名された。